# Wolfram Timm
Wolfram Timm (* 29. Oktober 1949 in Osterwald/Hameln) ist ein deutscher Jurist und war bis 2015 Professor an der Westfälischen Wilhelms-Universität Münster.

## Leben
Timm studierte ab 1968 Rechtswissenschaften in Bochum, Heidelberg und Regensburg. Nach der ersten juristischen Staatsprüfung 1972 und der zweiten juristischen Staatsprüfung 1975 wurde er wissenschaftlicher Assistent bei Marcus Lutter an der Ruhr-Universität Bochum. Dort wurde er 1979 mit einer Arbeit zur „Aktiengesellschaft als Konzernspitze“ zum Dr. iur. promoviert. Anschließend widmete er sich in seinem Habilitationsprojekt der Sanierung von Unternehmen. 1984 habilitierte er sich und erhielt die Venia legendi für Bürgerliches Recht, Handels- und Wirtschaftsrecht und Arbeitsrecht.
Nach einer Vorlesungsvertretung an der Justus-Liebig-Universität Gießen nahm Timm zum Sommersemester 1985 einen Ruf an die Universität Gießen an. 1990 wechselte er an die Westfälische Wilhelms-Universität Münster, wo er seitdem den Lehrstuhl für Bürgerliches Recht, Handels- und Wirtschaftsrecht innehatte. Zugleich war Timm Geschäftsführender Direktor des Instituts für Unternehmens‐ und Kapitalmarktrecht an der Westfälischen Wilhelms-Universität. Zu Ende Februar 2015 wurde er in den Ruhestand versetzt.

## Veröffentlichungen (Auswahl)
- Höchstrichterliche Rechtsprechung zum Handels- und Gesellschaftsrecht. Beck, München 1995, ISBN 3-406-38906-6.
- Handels- und Wirtschaftsrecht 1: Pflichtfachstoff (zusammen mit Torsten Schöne). 3. Auflage. Beck, München 2004, ISBN 3-406-51334-4.
- Handels- und Wirtschaftsrecht 2: Wahlfachstoff (zusammen mit Torsten Schöne). Beck, München 2002, ISBN 3-406-48573-1.